# World Airways
A World Airways foi uma companhia aérea americana com sede em Peachtree City, Geórgia, na Grande Atlanta. Durante a era regulamentada que terminou após 1978, a World era uma companhia aérea suplementar. Após a desregulamentação das companhias aéreas dos EUA em 1979, a empresa operou principalmente serviços não regulares, mas também voou serviços regulares de passageiros, principalmente com jatos de fuselagem larga McDonnell Douglas DC-10. A World Airways encerrou todas as operações em 27 de março de 2014.